# Medmassa diplogale
Medmassa diplogale är en spindelart som beskrevs av Christa L. Deeleman-Reinhold 200. Medmassa diplogale ingår i släktet Medmassa och familjen flinkspindlar. Inga underarter finns listade i Catalogue of Life.